# バスケットボール女子ベルギー代表
バスケットボール女子ベルギー代表(バスケットボールじょしベルギーだいひょう、Belgium national basketball team)は、ベルギーバスケットボール連盟により国際大会に派遣される女子バスケットボールナショナルチームである。チームの愛称は「Belgian Cats」
1950年の欧州選手権で国際大会初出場、欧州選手権は10度出場していたがオリンピック及びワールドカップ出場は2018年までなかった。
2018年ワールドカップで初出場すると、準々決勝でフランスを破って準決勝まで進出し、4位となった。
2020年、自国開催のオリンピック予選大会で初めてオリンピック出場権を獲得。2021年に東京で開催されたオリンピックに出場し、予選リーグを突破。準々決勝で日本に敗れた。

## 主な国際大会成績
- 夏季オリンピック
  - 2020年 － 7位
- ワールドカップ
  - 2018年 － 4位
- ユーロバスケット
  - 3位：2017年、2021年

## 主な選手
- エマ・ミースマン